# Цуй Ху
Цуй Ху (кит. трад. 崔護, упр. 崔护, пиньинь Cuī Hù) — китайский поэт эпохи Тан. Годы жизни неизвестны. Родился в Ланьтяне (современная Сиань, провинция Шэньси). В 796 году сдал экзамены на цзиньши, в 829 назначен правителем Цзинчжао (кит. 京兆尹, пиньинь Jīngzhào yǐn) и, вскоре, императорским цензором (кит. 御史大夫, пиньинь Yùshǐ dàfū). Служил линнаньским цзедуши. Шесть стихотворений входят в антологию Цюань Танши.

## Творчество
Поэзия Цуй Ху отличается чистотой, изящностью и свежестью языка.
Наиболее известное стихотворение «Воспоминание о деревеньке к югу от Чанъани» (написано ок. 796 года).
《题都城南庄》

去年今日此门中

人面桃花相映红

人面不知何处去

桃花依旧笑春风
«Воспоминание о деревеньке к югу от Чанъани»

Тот же день, что и в прошлом году, снова я у знакомых ворот.

Оттеняя её красоту, алым цветом здесь персик цветет.

Но не знает никто, где она. Лишь остались цветы за стеной,

Что, как раньше, встречают, смеясь, ветер вешний – восточный, пустой.

## Фильм
По мотивам стихотворения в 1994 году на Тайване был снят фильм Лицо в цветах персика.